# Luftfaust/Fliegerfaust
Il Luftfaust/Fliegerfaust (dal tedesco, "pugno volante") è un lanciarazzi multiplo portatile  antiaereo a corto raggio tedesco elaborato negli ultimi anni della Seconda guerra mondiale. Rappresentò il primo tentativo di costruzione di un sistema MANPAD perfezionato nel dopoguerra con la classe di lancia missili sovietici Strela e statunitensi Redeye-Stinger.

## Tecnica
Il primo modello, il Luftfaust-A, sviluppato nel 1944 dalla HASAG (Hugo und Alfred Schneider AG) di Lipsia, si compone di un fascio di 4 tubi metallici caricati, nella parte posteriore, da altrettanti razzi non guidati da 20mm che vengono inseriti mediante un'apposita clip a tamburo.
La munizione è costituita da una granata convenzionale da 20mm pesante 90g e caricata con 19g di esplosivo inserita in un tubo di acciaio riempito con il propellente necessario alla propulsione e dotato di accenditore elettrico; i razzi sono lanciati in singola salva e la loro stabilizzazione durante il volo, alla velocità massima di circa 350 m/s, viene assicurata dall'effetto giroscopico dovuto alla particolare forma degli ugelli di scarico.
Nonostante ciò la dispersione dei colpi sul bersaglio risultò comunque eccessiva e portò allo sviluppo di una versione migliorata, il Luftfaust-B; caratterizzato da 9 tubi lanciarazzi introdusse una procedura di fuoco articolata in una prima salva di 4 colpi ed una successiva dei rimanenti 5 lanciata dopo circa 0,1s: questo ritardo avrebbe eliminato in tal modo il rischio di pericolose interferenze fra i razzi durante il volo e danni causati dai fumi di scarico sugli stessi.
L'arma così composta, pesante 6,5 kg per una lunghezza di 150 cm, ha una gittata massima di circa 1800m ma risulta efficace entro 500m, distanza alla quale i razzi sono in grado di saturare un ipotetico bersaglio circolare di 60m di diametro.
Il Luftfaust-B fu la base di partenza per la realizzazione di un prototipo cal. 30mm denominato Fliegerfaust composto da 6 tubi caricati con le munizioni da 330g (75g di esplosivo) dei cannoni aeronautici MK-108.

## Impiego operativo
Tra la varie versioni solamente il Luftfaust-B fu l'unico destinato all'impiego bellico: fu stipulato un contratto per la fornitura di una fin troppo ottimistica quantità di 10.000 pezzi corredato da 4 milioni di munizioni; la produzione iniziò nel febbraio 1945 ma entro la fine della guerra solamente circa 80 lanciarazzi furono effettivamente disponibili per prove di valutazione presso Saarbrücken. Non si hanno significative evidenze che siano stati realmente impiegati in combattimento.